# Велетень Владислав Сергійович
Владислав Сергійович Велетень (нар. 1 жовтня 2002, Київ, Україна) — український футболіст, півзахисник ковалівського «Колоса». Учасник Олімпійських ігор 2024 та молодіжного чемпіонату Європи 2025 у складі олімпійської та молодіжної збірних України.

## Життєпис

### Ранні роки
Народився в Києві. Вихованець київського «Динамо». У футболці столичного клубу з 2015 по 2018 рік виступав у ДЮФЛУ. У 2019 році дебютував за юнацьку команду «Динамо», за яку грав два з половиною сезони. У сезоні 2019/20 років провів 1 поєдинок (проти «Шкендії») в Юнацькій лізі УЄФА. У лютому 2020 року отримав важку травму, через яку вибув на невизначений термін.

### «Колос» (Ковалівка)
У жовтні 2021 року, по завершенні терміну контракту з «Динамо», як вільний агент перейшов у ковалівський «Колос». У складі «Колоса» Велетень дебютував 16 жовтня 2021 року в виїзному поєдинку 11-го туру Прем'єр-ліги України проти «Дніпра-1» (0:2), в якому він вийшов на поле на 62-й хвилині, замінивши Дениса Костишина.
На початку повномасштабного російського вторгнення в Україну записався до лав територіальної оборони. За словами Владислава, спочатку він був у Києві, після навчань — у Краматорську, а всього він провів у складі ТРО близько восьми місяців, з яких два — на «передку».
24 жовтня 2022 року вперше з початку повномасштабної війни потрапив до заявки на офіційний матч «Колоса», але на поле в той день не вийшов, провівши всю гру на лаві запасних.